# Список председателей правительства Наварры
В этой статье перечислены лица, занимавшие должность председателя правительства автономного сообщества Наварра с момента установления автономного статуса региона (утверждения органического закона о Наварре) 16 августа 1982 года до сегодняшнего дня.

## Список
| №    | Президент                                                                | Фотография | Срок полномочий       | Срок полномочий       | Срок полномочий | Партия                          | Прим.                                                                        |
| №    | Президент                                                                | Фотография | Вступил в должность   | Покинул должность     | Дни             | Партия                          | Прим.                                                                        |
| ---- | ------------------------------------------------------------------------ | ---------- | --------------------- | --------------------- | --------------- | ------------------------------- | ---------------------------------------------------------------------------- |
| І.   | Габриель Урральбуру Таинта (баск. Gabriel Urralburu Tainta)              |            | 27 апреля 1984 года   | 23 сентября 1991 года | 2705            | Социалистическая партия Наварры |                                                                              |
| ІІ.  | Хуан Крус Альи Арангурен (баск. Juan Cruz Alli Aranguren)                |            | 23 сентября 1991 года | 26 июля 1995 года     | 1402            | Союз народа Наварры             |                                                                              |
| ІІІ. | Хавьер Отано Сид (баск. Javier Otano Cid                                 |            | 26 июля 1995 года     | 18 сентября 1996 года | 420             | Социалистическая партия Наварры | Правительство первого большинства ушло в отставку из-за банковского скандала |
| IV.  | Мигель Санс Сесма (баск. Miguel Sanz Sesma)                              |            | 18 сентября 1996 года | 28 июня 2011 года     | 5396            | Союз народа Наварры             | Первый президент, проработавший более двух сроков.                           |
| V.   | Иоланда Барсина Ангуло (баск. Yolanda Barcina Angulo)                    |            | 28 июня 2011 года     | 22 июля 2015 года     | 1425            | Союз народа Наварры             | Первая женщина в должности                                                   |
| VI.  | Мирен Ушуэ Баркос Берруэсо (баск. Miren Uxue Barkos Berruezo)            |            | 22 июля 2015 года     | 18 июня 2019 года     | 1476            | Героа Бай                       | Впервые в должности не член одной из двух основных партий                    |
| VII. | Мария Виктория Чивите Наваскуэс (баск. María Victoria Chivite Navascués) |            | 6 августа 2019 года   | по н. в.              | 2173            | Социалистическая партия Наварры |                                                                              |